# Komitet Olimpijski Liechtensteinu
Komitet Olimpijski Liechtensteinu (niem. Liechtensteinisches Olympisches Komitee) – stowarzyszenie związków i organizacji sportowych z siedzibą w Schaan, zajmujące się organizacją udziału reprezentacji Liechtensteinu w igrzyskach olimpijskich i europejskich oraz upowszechnianiem idei olimpijskiej i promocją sportu, a także reprezentowaniem sportu Liechtensteinu w organizacjach międzynarodowych, w tym w Międzynarodowym Komitecie Olimpijskim.